# De cada cual según sus capacidades, a cada cual según sus necesidades
De cada cual según sus capacidades, a cada cual según sus necesidades (en francés: De chacun selon ses moyens, à chacun selon ses besoins; en alemán: Jeder nach seinen Fähigkeiten, jedem nach seinen Bedürfnissen) es un aforismo que resume de forma general los principios de una sociedad socialista o comunista, en el sentido original del término.
Este aforismo fue utilizado, en diversas formas, por autores tales como Étienne Cabet o Louis Blanc, y se popularizó especialmente entre los ideólogos del socialismo utópico, y posteriormente en el pensamiento anarquista. Fue retomado por Karl Marx en su Crítica del Programa de Gotha, obra póstuma publicada en 1891, para formular el principio por el que se regiría la «fase superior» de la «sociedad comunista», mientras que la «primera fase» estaría definida por el principio «A cada cual según su aporte».

## Historia

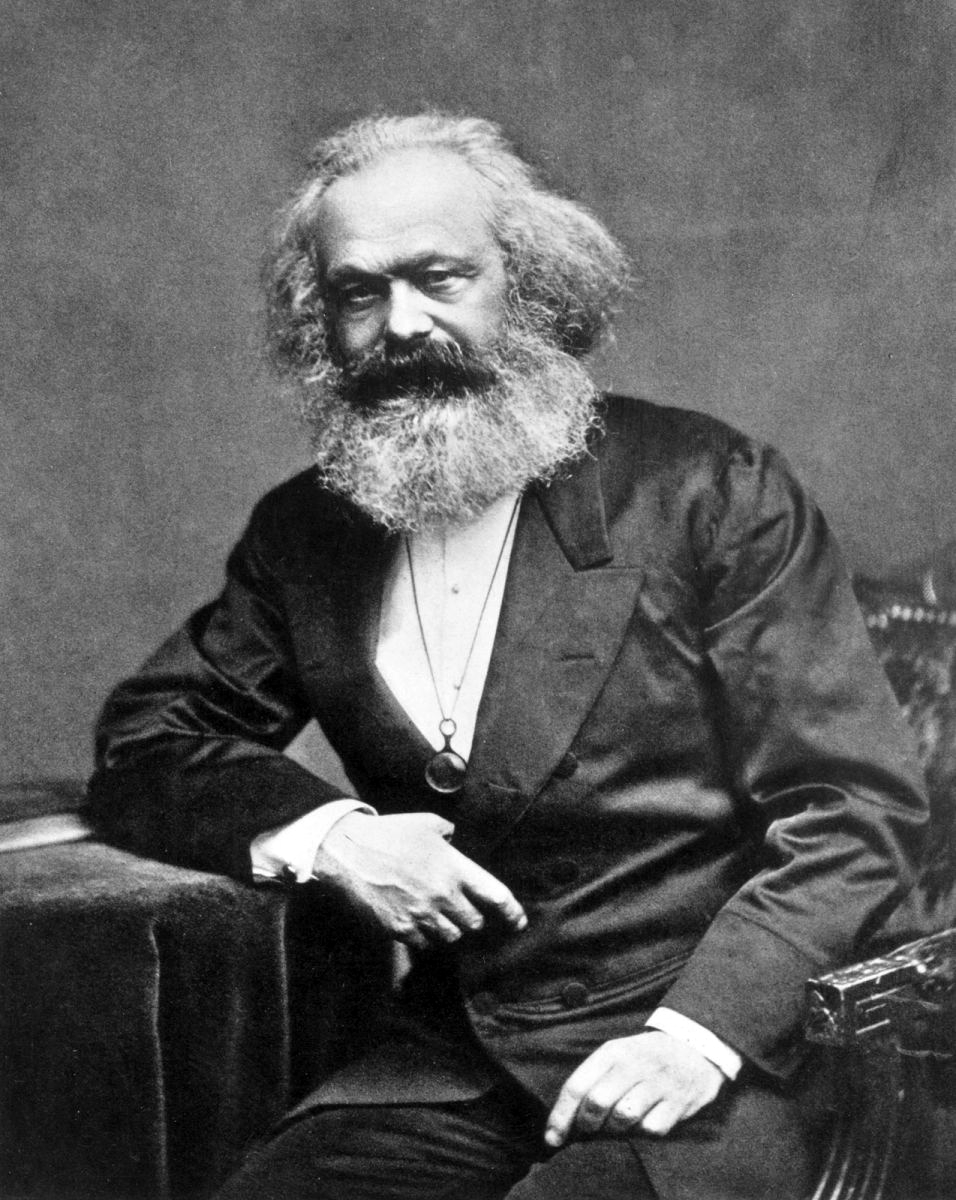
Karl Marx utilizó el aforismo en su Crítica del Programa de Gotha.

Karl Marx escribió en 1875 su crítica al Programa de Gotha del nuevo partido unificado alemán Partido Socialista Obrero de Alemania, aunque no fue publicada hasta dieciséis años después. La crítica se centraba en dos asuntos esenciales: la forma como se planteaba la distribución del producto nacional y su concepción del Estado. En cuanto al primer punto, Marx proponía que la «primera fase» de la «sociedad comunista» se rigiera por el principio «a cada cual según su aporte», porque la misma «todavía aparece con el sello de la vieja sociedad [capitalista] de cuyas entrañas procede». Pero este principio, no aseguraba la igualdad, pues las capacidades de los hombres no eran las mismas, ni tampoco su situación familiar, por lo que unos recibirían más que otros. Por eso Marx proponía que en la «fase superior de la sociedad comunista» el principio que debía aplicarse fuera: «¡De cada cual según sus capacidades, a cada cual según sus necesidades!».
El párrafo de la Crítica del Programa de Gotha en el que se refería a este principio decía lo siguiente:

En una fase superior de la sociedad comunista, cuando la esclavizadora subordinación del individuo a la división del trabajo y con ello a la antítesis entre trabajo mental y físico haya desaparecido; cuando el trabajo se haya convertido no sólo en medio de vida, sino en la primera necesidad vital; cuando a la par con el desarrollo global del individuo hayan aumentado las fuerzas productivas y los manantiales de la riqueza colectiva fluyan más abundantemente, sólo entonces podrá rebasarse en su totalidad el estrecho horizonte del derecho burgués y podrá la sociedad inscribir en su estandarte: «¡De cada cual según sus capacidades, a cada cual según sus necesidades!».

Aunque popularmente se considera a Marx como el creador de la frase, la consigna era común dentro del movimiento socialista. El origen de esta frase también se ha atribuido al escritor utópico francés Étienne-Gabriel Morelly, quien propuso en su Código de la Naturaleza de 1755 "Leyes Sagradas y Fundamentales que arrancarían las raíces del vicio y de todos los males de una sociedad", incluyendo:
I. Nada en la sociedad pertenecerá a nadie, ya sea como posesión personal o como bienes de capital, excepto las cosas para las que la persona tiene uso inmediato, ya sea para sus necesidades, sus placeres o su trabajo diario.
II. Todo ciudadano será un hombre público, sostenido, sostenido y ocupado a expensas del público.
III. Cada ciudadano hará su contribución particular a las actividades de la comunidad según su capacidad, su talento y su edad; Es sobre esta base que se determinarán sus deberes, de conformidad con las leyes distributivas.
Una frase similar se puede encontrar en el Pacto de Guilford en 1639:
Nosotros, cuyos nombres están aquí escritos, con la intención de por el permiso de la gracia de Dios de plantarnos en Nueva Inglaterra, y si es posible, en la parte sur alrededor de Quinnipiack, prometemos fielmente a cada uno, por nosotros y por nuestras familias y las que nos pertenecen, que, con la ayuda del Señor, nos sentaremos y nos uniremos en una plantación entera, y ser útiles el uno al otro en cualquier trabajo común, de acuerdo con la capacidad de cada hombre, y según lo requiera la necesidad, y prometemos no desertar ni abandonar a los demás ni a la plantación, sino con el consentimiento de los demás, o de la mayor parte de la compañía que haya entrado en este compromiso.
Algunos eruditos remontan la frase al Nuevo Testamento. En los Hechos de los Apóstoles, el estilo de vida de la comunidad de creyentes en Jerusalén se describe como comunal (sin posesión individual), y usa la frase "se repartía a cada uno según su necesidad" (διεδίδετο δὲ ἑκάστῳ καθότι ἄν τις χρείαν εἶχεν).
Hechos 4:32-35: ³² La multitud de los que habían creído era de un corazón y un alma. Ninguno decía ser suyo propio nada de lo que poseía, sino que tenían todas las cosas en común. ³³ Y con gran poder los apóstoles daban testimonio de la resurrección del Señor Jesús, y abundante gracia era sobre todos ellos. ³⁴ Así que no había entre ellos ningún necesitado, porque todos los que poseían heredades o casas, las vendían, y traían el producto de lo vendido ³⁵ y lo ponían a los pies de los apóstoles; y se repartía a cada uno según su necesidad.
Otros estudiosos encuentran su origen en «el concepto jurídico romano de obligación in solidum», en el que «cada uno asume la responsabilidad de quien no puede pagar su deuda, y a la inversa es responsable de todos los demás». James Furner argumenta:
Si x = una desventaja, e y = acción para corregir esa desventaja, el principio de solidaridad es: si algún miembro de un grupo adquiere x, cada miembro tiene el deber de realizar y (si puede ayudar). Todo lo que necesitamos agregar, para llegar al principio fundamental del comunismo desarrollado, es asumir que la insatisfacción de una necesidad es una desventaja. El principio correspondiente de solidaridad con respecto a la necesidad dice: si algún miembro de la sociedad tiene una necesidad insatisfecha, cada miembro tiene el deber de producir su objeto (si puede). Pero eso es precisamente lo que dicta el principio de "de cada cual según sus capacidades, a cada cual según sus necesidades". En la visión de Marx, el principio básico del comunismo desarrollado es un principio de solidaridad con respecto a la necesidad.

## Debates sobre la idea
Marx delineó las condiciones específicas bajo las cuales tal credo sería aplicable: una sociedad donde la tecnología y la organización social habían eliminado sustancialmente la necesidad de trabajo físico en la producción de cosas, donde "el trabajo se ha convertido no solo en un medio de vida sino en la primera necesidad de la vida".  Marx explicó su creencia de que, en una sociedad así, cada persona estaría motivada a trabajar por el bien de la sociedad a pesar de la ausencia de un mecanismo social que la obligara a trabajar, porque el trabajo se habría convertido en una actividad placentera y creativa. Marx pretendía que la parte inicial de su lema, "de cada cual según su capacidad", sugiriera no sólo que cada persona debe trabajar tan duro como pueda, sino que cada persona debe desarrollar mejor sus talentos particulares. 
Afirmando que se encontraban en una "etapa inferior del comunismo" (es decir, "socialismo", de acuerdo con la terminología de Lenin), la Unión Soviética adaptó la fórmula como: "De cada cual según su capacidad, a cada cual según su trabajo (inversión de trabajo)". Esto fue incorporado en el artículo 12, «el que no trabaja, no come», de la Constitución de la Unión Soviética de 1936, descrito por León Trotski como una "fórmula internamente contradictoria, por no decir absurda".
Ya en 1900, Frederick Charles Hicks criticó el concepto "de acuerdo con sus necesidades" de la siguiente manera. No hay problemas con este principio, siempre y cuando haya suficiente de todo para todos. Pero este no es el caso y probablemente nunca lo será, porque "las necesidades del hombre tienden siempre a sobrepasar su capacidad para satisfacerlas... [Por lo tanto] será necesario tener una agencia para determinar las cantidades relativas de las necesidades de los hombres". Lo que eventualmente conducirá al "absolutismo y la esclavitud".

## En la cultura popular
En la novela procapitalista La rebelión de Atlas de Ayn Rand, una gran y rentable compañía de automóviles adoptó este eslogan como método para determinar la compensación de los empleados. El sistema cayó rápidamente presa de la corrupción y la codicia, obligando a los empleados más capaces a trabajar horas extras para satisfacer las necesidades de los menos competentes y canalizar el dinero a los propietarios. Como resultado, la empresa quebró en cuatro años.
En la novela de Margaret Atwood de 1985 El cuento de la criada, los miembros de una sociedad distópica recitaban la frase tres veces al día. En particular, la frase se altera para que diga: "De cada una según su capacidad; a cada uno según su necesidad", demostrando una perversión de la intención original de la frase por parte de la sociedad ficticia de Atwood.
Reflejando el sentimiento de Frederick C. Hicks, en la novela de Vladímir Voinóvich de 1986 Moscú 2042, el eslogan fue parodiado en el contexto del "comunismo en una ciudad". En Moscorep (República Comunista de Moscú) Voinovich retrata varios absurdos hilarantes relacionados con la implementación del concepto de "necesidades". El concepto fue introducido de la siguiente manera: "'Ya veo', dije. 'Pero, ¿quién define sus necesidades? ¿Pero esto sería metafísica, hegelianismo y kantismo!", exclamó Propaganda Paramonovna. Además, se le explicó al protagonista que un hombre no está lo suficientemente calificado para determinar sus necesidades y los comités especiales, "Pentagramas", hacen esto.